# Ландшафтотерапия

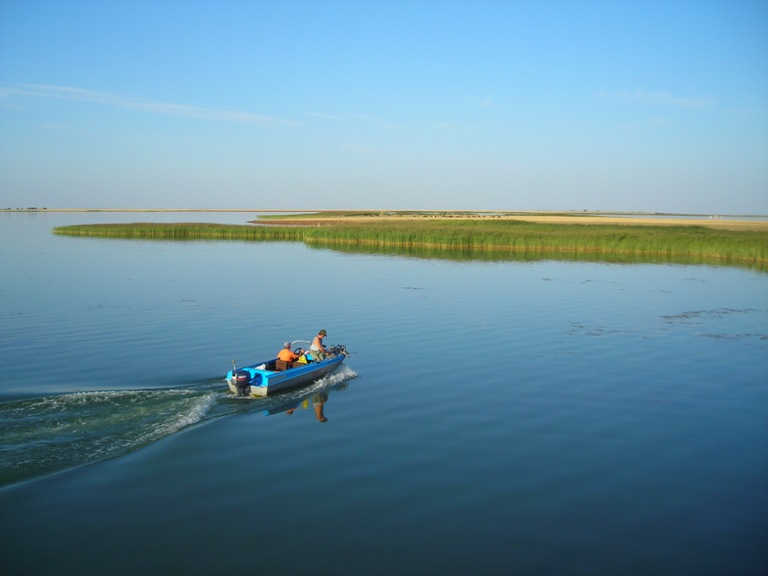
Ерусланский залив.
Пример умиротворяющего ландшафта

Ландшафтотерапи́я («лечение пейзажами», от нем. Landschaft — пейзаж) — метод курортной терапии, направленный на оздоровление организма воздействием красоты природы, пейзажей и лечебных прогулок. Как вариант психотерапии метод опирается на психоэмоциональное влияние ландшафтов на человека, лечебное общение с природой.

## История
Немецкий врач М. Й. Эртель в 1885 году предложил методику лечения пешими прогулками — терренкур (фр. terrain — местность; и нем. Kur — лечение), включающую также и созерцание красоты природы, которая впоследствии нашла широкое распространение в мире, например, знаменитая тропа Боткина.
Положительное влияние ландшафтных факторов на настроение человека отмечалось врачами-курортологами и другими специалистами в разное время (В. Н. Дмитриев, 1902; А. И. Яроцкий, 1908; Коркешко А. Л., 1969; Б. А. Якубов, 1977; Полян П. М., 1978 и др.). В 1984 году клинические исследования Р. Урлиха показали ускорение реабилитационного периода у пациентов в зависимости от вида из окна; в СССР разрабатывались различные варианты ландшафтотерапии в лечебных группах, которые проводились в основном на курортах.
Один из основоположников курортологии, П. Г. Мезерницкий (1936), говорил о так называемом «ландшафтном рефлексе», эстетическом наслаждении созерцанием красок природы, которое активирует симпатоадреналиновую систему.
Б. Д. Карвасарский в контексте описания «натурпсихотерапии» отмечает данный метод как недостаточно разработанный, но предполагает возрастание его значения в связи с тотальной урбанизацией.

## Содержание метода

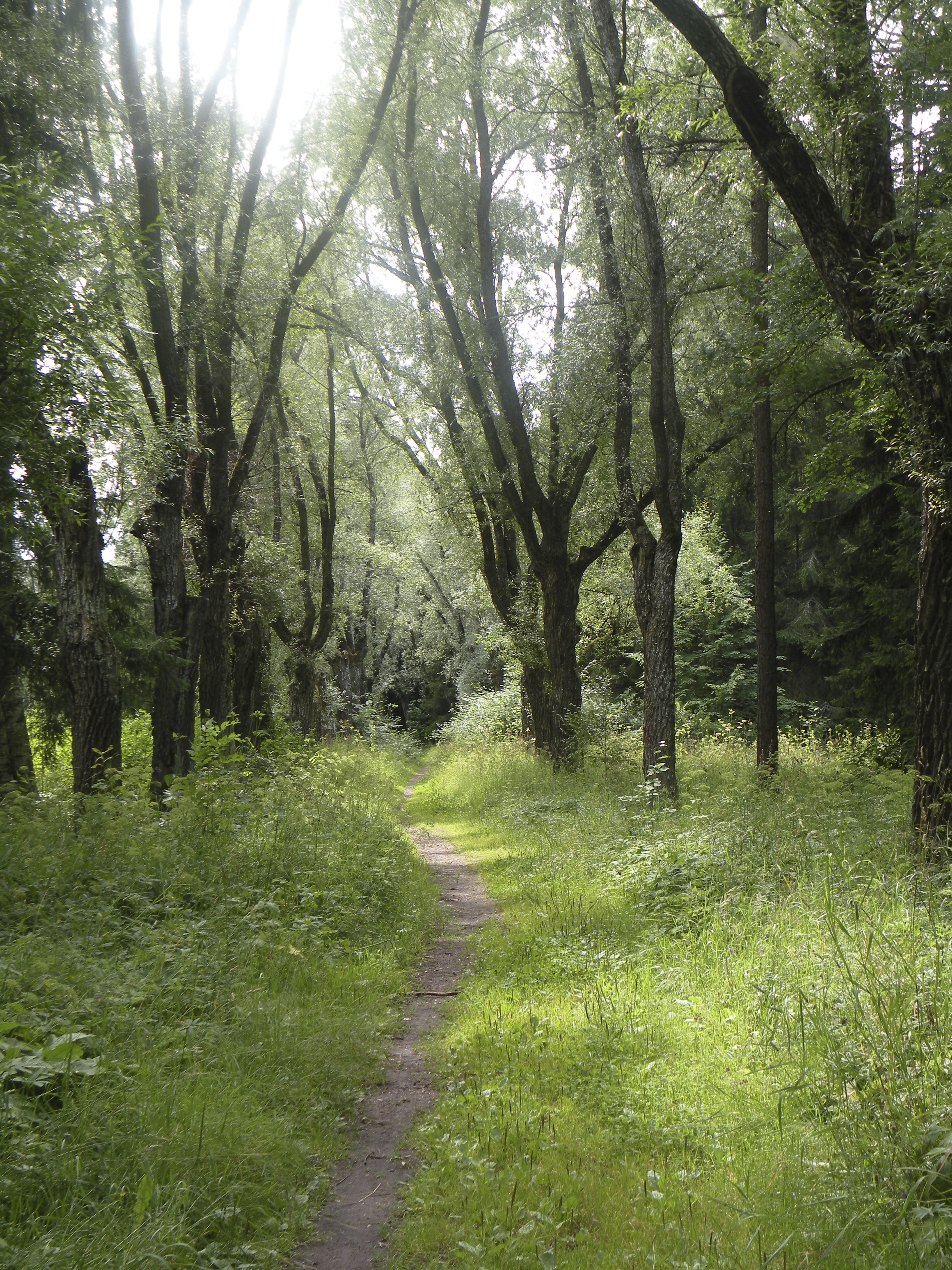
Аллея серебристых ив

Выделяются виды эмоционального воздействия на людей различных пейзажей (ландшафтов):
- полезно-раздражающее (активное, вызывающее созидательное вдохновение, например, островершинные хвойные деревья (ель) и кустарники);
- полезно-возбуждающее (активное, вызывающее бодрость и оптимизм, например, вересковые и папоротниковые боры);
- полезно-щадящее (малоактивное, вызывающее мечтательность и самоуглубленность, например, плакучая ива);
- полезно-тормозящее (малоактивное, создающее полный покой, например, широкие зонтиковидные кроны, создают впечатление уюта, защищенности).[13]

Пейзажи, спокойная зелёная окраска растений создают иллюзию контактов с природой, благотворно влияют на центральную нервную систему, настроение, внутренние ресурсы. Основные лечебные факторы метода: успокаивающий, отвлекающий, активизирующий, вдохновляющий, эстетический и гармонизирующий. Отмечаются также: улучшение физической активности, чувственности, концентрации внимания, появление мотивации, облегчение боли от утраты. Ландшафтотерапия перекликается с китайским искусством фэн-шуй в поиске гармонии. Кроме прочего, прогулки под открытом небом, созерцание пейзажей развивает в человеке дух героизма, приключений и креативности, соединяет оздоровление с краеведческим образованием.

Уделяется внимание и освещению местности как важнейшему фактору профилактики депрессий:
«Права русская поговорка: "В березнике – веселиться, а в ельнике – удавиться". Этим правилом умело пользовались ландшафтные архитекторы царских резиденций. Например, в Баболовском парке с одной стороны некоторых аллей – веселые, легкомысленные березовые рощи, а с другой – мрачный ельник. Такой контраст производит замечательную эмоциональную зарядку души».
  — «Стой, кто ведет? Биология поведения человека и других зверей» Жуков Д. А., 2014. 
Пример групповой ландшафтотерапии на курорте: на первом этапе выясняется отношение к ландшафтам («ландшафтотерапевтический» анамнез), обсуждаются художественные изображения пейзажей, проводятся беседы о пользе метода, обучение аутогенной тренировке, после чего начинаются прогулки-занятия с активным и пассивным восприятием ландшафта.
Психотерапевт направляет внимание пациентов:

«Я созерцаю деревья, кустарники, цветы, вдыхаю свежий воздух, слышу ровный и спокойный шелест деревьев. (…) А теперь остановимся на лужайке. (…) Посмотрим вдаль. Простор радует глаз. (…) Как глубока даль простора, так глубоко и прочно чувство покоя и уверенности в себе, в своих силах и умении управлять собой. (…) Я созерцаю глубину голубого неба, вселенной. (…) Созерцание ландшафта, где бы я ни был, быстро будет меня успокаивать — как здесь, так и дома; как на прогулке, так и на работе».— «Малая психотерапия на курорте» Филатов А. Т. и др., 1983.
Лечение проходит с учётом «дифференцированной ландшафтотерапии», то есть рекомендации даются «в зависимости от нозологических групп и индивидуальных особенностей». Помогает осознание пациентом действия ландшафта на организм, лечебная информация, воспитание «лечебного восприятия» природы, механизмы косвенного внушения, самовнушения. Перед выпиской пациента обучают переключаться в воображении на ландшафт родных мест; пишется отчёт впечатлений пациента о курсе ландшафтотерапии.

Обширный материал для психотерапевтической работы методом ландшафтотерапии содержится также в произведениях писателей и художников, отображающих природу, пейзажи.

«…Источников гладь и трава — глазам утешенье;

Утром на горы свой взор обрати, а под вечер — на воды».
— Арнольд из Виллановы «Салернский кодекс здоровья», 1480.

### В педагогике
«А воля, а простор, природа, прекрасные окрестности городка, а эти душистые овраги и полыхающие поля, а розовая весна и золотистая осень разве не были нашими воспитателями? Зовите меня варваром в педагогике, но я вынес из впечатлений моей жизни глубокое убеждение, что прекрасный ландшафт имеет такое огромное воспитательное значение в развитии молодой души, с которой трудно соперничать влиянию педагога; что день, проведенный ребенком посреди рощ и полей, когда его головою овладевает какой-то упоительный туман, в теплой влаге которого раскрывается все его молодое сердце для того, чтобы беззаботно и бессознательно впитывать в себя мысли и зародыши мыслей, потоком льющиеся из природы, — что такой день стоит многих недель, проведенных на учебной скамье».

К. Д. Ушинский «Воспоминания об обучении в Новгород-Северской гимназии» 